# Louis-Auguste Clavel
Pour les articles homonymes, voir Clavel.
Louis-Auguste Clavel, connu sous la dénomination de chanoine Clavel de Saint-Geniez, né le 21 janvier 1808 à Saint-Geniez-d'Olt (Aveyron) et mort le 14 avril 1857 dans l'ancien 8e arrondissement de Paris, est un prêtre catholique français qui fut par ailleurs médecin et botaniste.

## Biographie
Il étudie au grand séminaire de Mende et il est reçu au baccalauréat en 1827. Il devient professeur de latin et grec au petit séminaire de Bergerac. Il est ordonné prêtre à Nontron en 1830, à vingt-deux ans et demi. Il est d'abord nommé curé desservant à Grun et Bourrou. Il arrive en 1839 à Paris et y termine ses études de médecine.
En 1844, il signe un droit de réponse (ou ce qui en est l'équivalent à l'époque) avec ses titres de « chanoine honoraire de la métropole de Sens, médecin de la Faculté de Paris » et indique loger au 31, rue Saint-Georges à Paris.
Il reçoit un poste de curé desservant dans le diocèse de Sens, d'abord à Escamps du 14 février 1848 au 1er juillet 1850, puis à Villemanoche à partir de cette date. Un chanoine de Sens, l'abbé Carlier, dans un courrier au préfet de l'Yonne, le 1er février 1852, le juge avec sévérité : « L'abbé Clavel se déshonore lui-même... Tour à tour prêtre interdit, mauvais médecin, journaliste dangereux, ardent démagogue, faux bonapartiste, il joue tous les rôles […] ». Clavel quitta alors Sens, certainement pour Paris.
Le reste de sa vie est peu documenté, si ce n'est qu'il publie des écrits botaniques ainsi que son almanach, chaque année jusqu'en 1876. Dans son Traité de Botanique de 1855, il indique qu'il applique « la méthode de traitement constante […] envers les malades qui ont recours à [ses] consultations médicales : soit par correspondance, soit de vive voix, et qui s'adressent à [lui], rue du Dragon, n° 37 [à Paris], pour [lui] exposer les symptômes de leurs maladies. »

### Le médecin et le botaniste
Le chanoine Clavel de Saint-Geniez fut un vulgarisateur de la botanique, plutôt qu'un éminent botaniste. Toute son œuvre naturaliste est tendue vers l'usage de la botanique 

« par MM. les curés, qui, habitant la campagne, veulent employer utilement le temps de leurs distractions à l'étude des plantes ; par les médecins, qui sont obligés de connaître les propriétés médicales ou délétères d'un grand nombre de végétaux ; par les pharmaciens, obligés de les manipuler ; par les herboristes, qui les récoltent, les conservent et les vendent ; par les agriculteurs, qui les administrent chaque jour en nourriture à leurs animaux dans les fermes ; par les industriels, qui les emploient dans leurs travaux ; par les commerçants, qui en font l'objet de leurs spéculations ; enfin par toutes les personnes sachant lire, […]. »

Catholique fervent, sa cosmogonie est marquée par l’existence de Dieu et le fait sortir des canons naturalistes pourtant en vigueur au XIXe siècle. Selon ses vues, il n'y a pas trois règnes dans la nature (l'animal, le végétal & le minéral) mais sept :
- Le règne divin : l'immensité du Créateur et ses attributs ;
- Le règne sous-divin : les esprits finis et les immortels ;
- Le règne astronomique : les astres, les constellations et les météores ;
- Le règne humain : l'homme et son intelligence ;
- Le règne animal : les brutes ;
- Le règne minéral : les êtres inanimés ;
- Le règne végétal : les êtres qui vivent sans se mouvoir et les éléments atomiques, qui s'agitent mystérieusement au sein de la nature quoique privés de vie et de sentiment.

### Le prêtre en révolte
En 1839, les frères Charles-Régis (1790-1859) et Augustin-Vital (1793-1875) Allignol, curés dans le diocèse de Viviers « s’élèvent contre la toute-puissance des évêques et autres princes de l'Église » et font paraître De l'état actuel du clergé en France, et en particulier des curés ruraux appelés desservans. C'est le début d'une révolte sociale de nombreux curés, et non pas d'une hérésie contrairement à ce que prétendent certains de leurs détracteurs
Il soutient ce mouvement et au mois de juin 1844, il fait déposer par Lamartine, une pétition qui réclame des réformes dans L’Église de France : indépendance des officialités, élection de la hiérarchie ecclésiale, émancipation canonique des prêtres, recrutement des prêtres sur concours, etc.,
Il eut pour cela quelques démêlés d'abord ecclésiaux puis judiciaires avec l'archevêque de Paris Mgr Affre.
Il était le gérant de la revue « Le Bien social », journal de défense des intérêts du bas-clergé. En 1845, il y défend les positions des frères Allignol. En avril 1845, les frères Allignol se soumettent; Clavel aussi. La revue disparaît. Puis il fonde et dirige le périodique « Le Rappel », tribune du droit canon et des libertés de l'Église (de mai 1846 à novembre 1847). Il est reçu en audience par le pape d’alors, Grégoire XVI, pour tenter de faire approuver ses doctrines. Sans succès. Attaqué par l'archevêque de Paris (dans le même mandement contre « La Voix de la Vérité », journal de l'abbé Migne) la revue cesse de paraître.
La soumission ne fut certainement que de façade car il se présenta en 1848 aux élections pour l'Assemblée nationale dans le département de la Dordogne, puis aux élections complémentaires de l'Yonne en novembre de la même année.

## Publications

### Médecine et botanique
- Le Médecin du corps et de l'âme, A. Royer, 2 vol., 1844, 320 p.
- Almanach populaire de la santé: le médecin de soi-même, hygiène de la famille à la ville et à la campagne, Paris, A.Royer, 1844, 192 p.
  - Réédité en : Almanach populaire de la santé pour 1845, ou le pharmacien chez soi, et clinique du praticien en ville et à la campagne, Paris, A. Royer, 1845, 256 p. 
  - Réédité en : Botanique des malades; histoire naturelle des plantes médicinales : Almanach populaire de la santé pour 1847, Paris, chez l'auteur, 1846, 248 p.
- Le corps et l'âme, ou Histoire naturelle de l'espèce humaine, Paris, Garnier frères, 1851 .
- Traité pratique et expérimental de botanique, 2 vol.de texte & 1 vol. de gravures, L. Vivès, 1855 (tome 3.
- Almanach manuel de la santé, médecin de soi-même, contenant des notions sur les maladies en général ; suivi d'un Traité des maladies de l'âme, Delarue, de 1853 à 1876

### Religion
- Petits Sermons populaires d'un curé de village sur les principales vérités de la religion et de la morale ; suivis d'un Traité de philosophie chrétienne, Paris, A. Royer, 1845, 320 p.
- Histoire chrétienne des diocèses de France, de Belgique, de Savoie et des bords du Rhin : Gallia Christiana, en français : annales de la monarchie, du clergé, de la noblesse, de la bourgeoisie, etc., Paris, Louis Vivès, 1855 (tome 1)

### Écrits politiques
- Au Roi des Français et à sa dynastie (Signé: Au nom de tous les rédacteurs du « Bien social »), 6 mai 1844, Paris, impr. de E. Proux.
- Pétition à la Chambre des Pairs, 6 mai 1844, Paris, impr. de E. Proux.
- Les sophismes d'un prélat contemporain, ou Réfutation, phrase par phrase, du mandement de Mgr l'archevêque de Paris portant condamnation du journal "le Bien Social", Paris, A. Leconte, 1845 .
- Déclaration politique de l'abbé Clavel, se présentant candidat pour l'Assemblée nationale : aux citoyens électeurs des assemblées cantonales dans. la Dordogne, Paris, Impr. E. & V. Penaud frères, 1848

### Comme traducteur
- Les beautés de la foi ou Le bonheur de croire en Jésus-Christ et d'appartenir à la véritable Église, du Père J. Ventura, Paris, L. Vivès, 1855-1856, 5 vol. in-12.